# فولکه نیلسون (دوچرخه‌سوار)
فولکه نیلسون (انگلیسی: Folke Nilsson; ۲۳ ژوئن ۱۹۰۷ – ۲۱ ژوئن ۱۹۸۰) دوچرخه‌سوار اهل سوئد بود.